# Парксвил (Британска Колумбија)
Парксвил (енгл. Parksville) је град у Канади у покрајини Британска Колумбија. Према резултатима пописа 2011. у граду је живело 11.977 становника.

## Становништво
Према резултатима пописа становништва из 2011. у граду је живело 11.977 становника, што је за 9,0% више у односу на попис из 2006. када је регистровано 10.993 житеља.
| 2006.  | 2011.  |
| ------ | ------ |
| 10.993 | 11.977 |